# Калугэр
Калугэр (рум. Călugăr, Кэлугэр) — село в Фалештском районе Молдавии. Является административным центром коммуны Калугэр, включающей также сёла Фрумушика, Новые Сочи и Старые Сочи.

## География
Село расположено на высоте 104 метров над уровнем моря.

## Население
По данным переписи населения 2004 года, в селе Кэлугэр проживает 2178 человек (1072 мужчины, 1106 женщин).
Этнический состав села:
| Национальность | Число жителей | Процентный состав |
| -------------- | ------------- | ----------------- |
| молдаване      | 2114          | 97.06             |
| украинцы       | 35            | 1.61              |
| русские        | 21            | 0.96              |
| румыны         | 3             | 0.14              |
| болгары        | 1             | 0.05              |
| прочие         | 4             | 0.18              |
| Всего          | 2178          | 100%              |